# Eurrhypis
Eurrhypis is een geslacht van vlinders van de familie grasmotten (Crambidae).

## Soorten
- E. cacuminalis (Eversmann, 1843)
- E. guttulalis (Herrich-Schäffer, 1848)
- E. pollinalis

Sneeuwvlekje Denis & Schiffermüller, 1775
- E. sartalis (Hübner, 1813)